# Kasteel Ruwiel
Kasteel Ruwiel is een voormalig kasteel en ridderhofstad bij Oud-Aa in de Utrechtse gemeente Stichtse Vecht.
De naam Ruwiel wordt het eerst vermeld in 1226 als eigendom van Gijsbrecht van Ruwiel. De ronde burcht langs het riviertje de Aa, aan de overzijde (oosten) van de buurtschap Oud-Aa doet sterk denken aan het Duitse kasteel Vischering bij Lüdinghausen.
Tot circa 1315 werd het bewoond door de familie Ruwiel en daarna de familie Van Mijnden tot midden zestiende eeuw. Daarna hebben er nog enkele personen gewoond totdat het kasteel in 1673 (na het Rampjaar, het begin van de Hollandse Oorlog) door de Fransen werd verwoest.
Van het kasteel Ruwiel is slechts een omgracht, enigszins ovaal eiland met een diameter van ongeveer 35 meter over. Op het terrein van de vroegere voorburcht staat nu een boerderij, met in de gevel een wapensteen met de wapens van de familie Aeswijn en van Ruwiel met het jaartal 1591.

## Gerecht Ruwiel
De naam Ruwiel sloeg niet alleen op het kasteel, maar ook op een gerecht, een stuk grond waarover de Van Ruwiels rechtspraken. Ruwiel kwam in 1536 al voor in de eerste lijst van ridderhofsteden. De ambachtsheerlijkheid die zo werd gevormd is de gemeente Ruwiel geworden die bij een gemeentelijke herindeling in 1964 is opgegaan in Breukelen en op 1 januari 2011 in de gemeente Stichtse Vecht.
Kasteel Ter Aa (Breukelen) ·
Aastein ·
Slot Abcoude ·
Amaliastein ·
Nieuw-Amelisweerd ·
Oud-Amelisweerd ·
Kasteel Amerongen ·
Kasteel Batestein (Harmelen) ·
Kasteel Batestein (Vianen) · 
De Beest ·
Bergestein ·
Beverweerd ·
Blasenburg ·
Blikkenburg ·
Blommesteyn ·
Bolenstein ·
Bolsweerd ·
Bottestein ·
Kasteel Broekhuizen ·
Bruinenburg ·
Huis Cammingha ·
Clarenborg ·
Coelhorst ·
De Batau ·
Dompselaer ·
Huis Doorn ·
Drakenburg (kasteel) ·
Drakensteyn ·
Kasteel Duurstede ·
Huis Ter Eem ·
Eijkelenburg ·
Emmickhuizen ·
Den Engh ·
Essenstein ·
Everstein (Everdingen) ·
Everstein (Jutphaas) ·
Den Eyck ·
Galesloot ·
Kasteel Geerestein ·
Gildenborgh ·
Kasteel Ten Goye ·
Grauwert ·
Grijpestein ·
Groenestein (Langbroek) ·
Kasteel Groeneveld (Baarn) ·
Groenewoude (Woudenberg) ·
Gunterstein ·
Kasteel de Haar ·
Kasteel Hagestein ·
Hamtoren ·
Kasteel Hardenbroek ·
Huis Harmelen ·
Ridderhofstad Heemstede ·
Kasteel Heemstede ·
Heimenberg ·
Heimerstein ·
Huis Herlaar ·
Ter Heul ·
Heulestein ·
Hindersteyn ·
Kasteel Ter Horst (Achterberg) ·
Isselt ·
Kasteel IJsselstein ·
Jagenstein ·
Kersbergen ·
Killestein ·
Kronenburg (kasteel) ·
Kasteel Levendaal ·
Lichtenberg (Woudenberg) ·
Lievendaal (Amerongen) ·
Landgoed Linschoten ·
Kasteel Linschoten ·
Lockhorst ·
Kasteel Loenersloot ·
Kasteel Lunenburg ·
Huis Maarsbergen ·
Marckenburg ·
Ter Meer ·
Ter Mey (Haarzuilens) ·
Huis te Mijdrecht ·
Huis te Mijnden ·
Kasteel Moersbergen ·
Kasteel Montfoort ·
Natewisch ·
Te Nesse ·
Kasteel Nijenrode ·
Nijenstein ·
Nijeveld ·
Noordwijk (Langbroek) ·
Huis te Oosterwijk ·
Oostwaard (Utrecht) ·
Op de Bol ·
Oud-Broekhuizen ·
Ridderhofstad Oudaan ·
Huis Oudegein ·
Oudenhorst ·
Plettenburg (kasteel) ·
Huis De Polle ·
Prattenburg ·
Kasteel Putkop ·
Randenbroek (park) ·
Remmerstein ·
Kasteel Renswoude ·
Rhijnauwen ·
Kasteel Rhijnestein ·
Huis Riebeek ·
Kasteel Rijnenburg ·
Rijnestein ·
Rijneveld ·
Kasteel Rijnhuizen ·
Rijningen ·
Huis Rijnsweerd ·
Rijpickerwaard · 
Kasteel Rijsenburg ·
De Roetert ·
Rumelaar ·
Kasteel Ruwiel ·
Royestein ·
Kasteel Sandenburg ·
Kasteel Schalkwijk ·
Kasteel Schonauwen ·
Schurenburg ·
Snaafburg ·
Snellenburg ·
Paleis Soestdijk ·
Steenhuis (Lopik) ·
Kasteel Sterkenburg ·
Stormerdijk ·
Landgoed Stoutenburg ·
Ten Massche ·
Valkenburg (Rhenen) ·
Huis te Velde ·
Kasteel Veldenstein ·
Hofstede te Vliet ·
Huis te Vleuten ·
Huis te Vliet (Lopik) ·
Huis te Vliet (Oudewater) ·
Vogelpoel ·
Huis te Voorn ·
Vredelant ·
Vronestein ·
Vuijlcop ·
Kasteel Walenburg ·
Wayenstein (Amerongen) ·
Kasteel Weerdenburg ·
Weerdesteyn ·
Weerestein ·
Hof ter Weyde ·
Wickenburgh ·
Wijnestein ·
Wiltenburg (Utrecht) ·
Kasteel van Woerden ·
Huis Woudenberg ·
Huis te Woudenberg (I) ·
Huis te Woudenberg (II) ·
Wulven ·
Kasteel Oud-Wulven ·
Wulvenhorst ·
Slot Zeist ·
Kasteel Zuilenburg ·
Zuileveld ·
Slot Zuylen ·
Huis Zuylenstein